# Ellis Ferreira
Ellis Russell Ferreira (Pretoria, 19 febbraio 1970) è un ex tennista sudafricano.

## Carriera
Tennista specializzato nel doppio, in questa specialità ha raggiunto il secondo posto della classifica mondiale nel gennaio 2000. Ha fatto coppia per diverso tempo con l'americano Rick Leach, insieme infatti hanno raggiunto diciassette finali tra cui due del Grande Slam e sette Masters 1000. In totale le finali raggiunte in carriera nel doppio maschile da Ferreira sono 33, con diciotto vittorie e quindici sconfitte, l'unico titolo dello Slam vinto è stato l'Australian Open 2000. Ottiene invece un'altra vittoria importante nel doppio misto dove, insieme all'americana Corina Morariu, conquista gli Australian Open 2001, sconfiggendo in due set Barbara Schett e Joshua Eagle.

## Statistiche

### Doppio

#### Vittorie (18)
| Legenda                                                               |
| Grande Slam (1)                                                       |
| Tour World Championships / Tennis Masters Cup / World Tour Finals (1) |
| Super 9 / Masters Series / Masters 1000 (4)                           |
| Championship Series / International Series Gold / World Tour 500 (2)  |
| World Series / International Series / World Tour 250 (10)             |

| Numero | Data             | Torneo                              | Superficie  | Compagno          | Avversari in finale                       | Punteggio                 |
| 1.     | 23 ottobre 1995  | Vienna Open, Vienna                 | Sintetico   | Jan Siemerink     | Todd Woodbridge Mark Woodforde            | 6–4, 7–5                  |
| 2.     | 15 gennaio 1996  | Sydney International, Sydney        | Cemento     | Jan Siemerink     | Patrick McEnroe Sandon Stolle             | 5–7, 6–4, 6–1             |
| 3.     | 29 aprile 1996   | Monte Carlo Masters, Monte Carlo    | Terra rossa | Jan Siemerink     | Jonas Björkman Nicklas Kulti              | 2–6, 6–3, 6–2             |
| 4.     | 13 gennaio 1997  | Auckland Open, Auckland             | Cemento     | Patrick Galbraith | Rick Leach Jonathan Stark                 | 6–4, 4–6, 7–6             |
| 5.     | 24 febbraio 1997 | RMK Championships, Memphis          | Cemento (i) | Patrick Galbraith | Rick Leach Jonathan Stark                 | 6–3, 3–6, 6–1             |
| 6.     | 23 giugno 1997   | Nottingham Open, Nottingham         | Erba        | Patrick Galbraith | Danny Sapsford Chris Wilkinson            | 4–6, 7–6, 7–6             |
| 7.     | 13 ottobre 1997  | Vienna Open, Vienna                 | Sintetico   | Patrick Galbraith | Marc-Kevin Goellner David Prinosil        | 6–3, 6–4                  |
| 8.     | 20 ottobre 1997  | Grand Prix de Tennis de Lyon, Lione | Sintetico   | Patrick Galbraith | Olivier Delaître Fabrice Santoro          | 3–6, 6–2, 6–4             |
| 9.     | 30 marzo 1998    | Miami Masters, Miami                | Cemento     | Rick Leach        | Alex O'Brien Jonathan Stark               | 6–2, 6–4                  |
| 10.    | 4 maggio 1998    | Atlanta Tennis Challenge, Atlanta   | Terra verde | Brent Haygarth    | Alex O'Brien Richey Reneberg              | 6–3, 0–6, 6–2             |
| 11.    | 15 giugno 1998   | Halle Open, Halle (Westf.)          | Erba        | Rick Leach        | John-Laffnie de Jager Marc-Kevin Goellner | 4–6, 6–4, 7–6             |
| 12.    | 17 maggio 1999   | Internazionali d'Italia, Roma       | Terra rossa | Rick Leach        | David Adams John-Laffnie de Jager         | 6–7, 6–1, 6–2             |
| 13.    | 17 gennaio 2000  | Auckland Open, Auckland             | Cemento     | Rick Leach        | Olivier Delaître Jeff Tarango             | 7–5, 6–4                  |
| 14.    | 31 gennaio 2000  | Australian Open, Melbourne          | Cemento     | Rick Leach        | Wayne Black Andrew Kratzmann              | 6–4, 3–6, 6–3, 3–6, 18–16 |
| 15.    | 17 aprile 2000   | Atlanta Tennis Challenge, Atlanta   | Terra verde | Rick Leach        | Justin Gimelstob Mark Knowles             | 6–3, 6–4                  |
| 16.    | 29 ottobre 2001  | Swiss Indoors, Basilea              | Sintetico   | Rick Leach        | Mahesh Bhupathi Leander Paes              | 7–6, 6–4                  |
| 17.    | 5 novembre 2001  | Paris Masters, Parigi               | Sintetico   | Rick Leach        | Mahesh Bhupathi Leander Paes              | 3–6, 6–4, 6–3             |
| 18.    | 2 febbraio 2002  | Tennis Masters Cup, Bangalore       | Cemento     | Rick Leach        | Petr Pála Pavel Vízner                    | 6(6)–7, 7–6(2), 6–4, 6–4  |